# Стрибог (хеш-функция)
«Стрибог» (англ. STREEBOG) — криптографический алгоритм вычисления хеш-функции с размером блока входных данных 512 бит и размером хеш-кода 256 или 512 бит.
Описывается в ГОСТ 34.11-2018 «Информационная технология. Криптографическая защита информации. Функция хэширования» — действующем межгосударственном криптографическом стандарте.
Разработан Центром защиты информации и специальной связи ФСБ России с участием ОАО «ИнфоТеКС» на основе национального стандарта Российской Федерации ГОСТ Р 34.11-2012 и введен в действие с 1 июня 2019 года приказом Росстандарта № 1060-ст от 4 декабря 2018 года.
Стандарт ГОСТ Р 34.11-2012 разработан и введён в качестве замены устаревшему стандарту ГОСТ Р 34.11-94:

Необходимость разработки <…> вызвана потребностью в создании хэш-функции, соответствующей современным требованиям к криптографической стойкости и требованиям стандарта ГОСТ Р 34.10-2012 на электронную цифровую подпись.
— Текст стандарта. Введение.
Название хеш-функции — «Стрибог», по имени славянского божества, — часто используется вместо официального названия стандарта, хотя в его тексте явно не упоминается (см. ниже).

## Концепции построения хэш-функции «Стрибог»
В соответствии с требованиями, высказанными на конференции РусКрипто-2010, в работе, посвящённой новой хеш-функции:
- у новой хеш-функции не должно быть свойств, которые позволяли бы применить известные атаки;
- в хеш-функции должны использоваться изученные конструкции и преобразования;
- вычисление хеш-функции должно быть эффективным, занимать мало времени;
- не должно быть лишних преобразований, усложняющих конструкцию хеш-функции. Причем каждое используемое в хеш-функции преобразование должно отвечать за определённые криптографические свойства.

В той же работе вводятся «универсальные» требования, касающиеся трудоемкости атак на хеш-функцию:
| Задача                       | Сложность                                        |
| построение прообраза         | {\displaystyle \gtrapprox } 2n                   |
| построение коллизии          | {\displaystyle \gtrapprox } 2n/2                 |
| построение второго прообраза | {\displaystyle \gtrapprox } 2n/(длина сообщения) |
| удлинение прообраза          | {\displaystyle \gtrapprox } 2n                   |

## Сравнение ГОСТ Р 34.11-2012 и ГОСТ Р 34.11-94
- В ГОСТ Р 34.11-2012 размер блоков сообщения и внутреннего состояния хеш-функции составляет 512 бит против 256 бит в ГОСТ Р 34.11-94.
- Новый стандарт определяет две функции хеширования с длинами хеш-кода 256 и 512 бит, в то время как в старом стандарте длина хеш-кода может быть только 256 бит. Возможность вариации выходного хеша может быть полезна в случае встроенных реализаций с ограниченными ресурсами или наличия каких-то дополнительных требований в области криптографии.
- Основное отличие современной хеш-функции от старой — функция сжатия. В ГОСТ Р 34.11-2012 используется функции сжатия, в основе которой лежат три преобразования: нелинейное биективное преобразование (обозначается S), перестановка байт (обозначается P), линейное преобразование (обозначается L). В ГОСТ Р 34.11-94 используется функция сжатия, основанная на симметричном блочном шифре ГОСТ Р 28147-89, также эта функция использует операции перемешивания.
- При вычислении новой хеш-функции, если размер сообщения не кратен размеру обрабатываемого блока (для современного стандарта — 512 бит, для старого стандарта — 256 бит), то такой блок дополняется вектором (00 … 01). При вычислении старой хеш-функции неполный блок дополняется значением (00 … 0). Считается, что дополнение (00 … 01) лучше, чем (00 … 0), с криптографической точки зрения, так как дополнения значением (00 … 0) приводит к атакам Оракула дополнения[3]. В случае ненулевого дополнения была доказана стойкость к подобным атакам[4].
- Ещё одно отличие состоит в том, что стандарт ГОСТ Р 34.11-94 не определял значение инициализационного вектора, в то время как в стандарте ГОСТ Р 34.11-2012 значение инициализационного вектора фиксировано и определено в стандарте: для хеш-функции с размером выходного хеша 512 бит это вектор (00 … 0), для хеш-функции с размером выходного хеш-кода 256 бит — (000000010 … 100000001) (все байты равны 1).

## Функция сжатия
В хеш-функции важным элементом является функция сжатия. В ГОСТ Р 34.11-2012 функция сжатия основана на конструкции Миагути — Пренеля. Схема конструкции Миагути — Пренеля: h, m — вектора, поступающие на вход функции сжатия; g(h, m) — результат функции сжатия; E — блочный шифр с длиной блока и ключа 512 бит. В качестве блочного шифра в хеш-функции ГОСТ Р 34.11-2012 взят XSPL-шифр. Этот шифр состоит из следующих преобразований:
- сложение по модулю 2;
- преобразование замены или подстановки. Обозначается S-преобразование;
- преобразование перестановки. Обозначается P-преобразование;
- линейное преобразование. Обозначается L-преобразование.

Преобразования, используемые в новой хеш-функции, должны быть хорошо изучены. Поэтому в блочном шифре E используются преобразования X, S, P, L, которые хорошо изучены.
Важным параметром блочного шифра является то, как выбирается ключ, который будет использовать на каждом раунде. В блочном шифре, используемом в ГОСТ Р 34.11-2012, ключи {\displaystyle K_{1}}, {\displaystyle K_{2}}, … , {\displaystyle K_{13}} для каждого из 13 раундов генерируются с помощью самой функции шифрования.
{\displaystyle C_{1}}, {\displaystyle C_{2}}, … , {\displaystyle C_{12}} — итерационные константы, которые являются 512 битовыми векторам. Их значения указаны в соответствующем разделе стандарта.

## Описание
В основу хеш-функции положена итерационная конструкция Меркла — Дамгора с использованием MD-усиления. Под MD-усилением понимается дополнение неполного блока при вычислении хеш-функции до полного путём добавления вектора (0 … 01) такой длины, чтобы получился полный блок. Из дополнительных элементов нужно отметить следующие:
- завершающее преобразование, которое заключается в том, что функция сжатия применяется к контрольной сумме всех блоков сообщения по модулю 2512;
- при вычислении хеш-кода на каждой итерации применяются разные функции сжатия. Можно сказать, что функция сжатия зависит от номера итерации.

Описанные выше решения позволяют противостоять многим известным атакам.
Кратко описание хеш-функции ГОСТ Р 34.11-2012 можно представить следующим образом. На вход хеш-функции подается сообщение произвольного размера. Далее сообщение разбивается на блоки по 512 бит, если размер сообщения не кратен 512, то оно дополняется необходимым количеством бит. Потом итерационно используется функция сжатия, в результате действия которой обновляется внутреннее состояние хеш-функции. Также вычисляется контрольная сумма блоков и число обработанных бит. Когда обработаны все блоки исходного сообщения, производятся ещё два вычисления, которые завершают вычисление хеш-функции:
- обработка функцией сжатия блока с общей длиной сообщения.
- обработка функцией сжатия блока с контрольной суммой.

В работе Александра Казимирова и Валентины Казимировой приведена графическая иллюстрация вычисления хеш-функции.

## Анализ

### Криптостойкость
Криптоанализ старого стандарта выявил некоторые его слабые стороны с теоретической точки зрения. Так в одной из работ, посвящённых криптоанализу ГОСТ Р 34.11-94, было выявлено, что сложность алгоритма построения прообраза оценивается в 2192 вычислений функций сжатия, коллизии 2105, что меньше «универсальных» оценок, которые для ГОСТ Р 34.11-94 равны 2256 и 2128. Хотя по состоянию на 2013 год нет большого числа работ, посвящённых криптостойкости новой хеш-функции, исходя из конструкции новой хеш-функции, можно сделать некоторые выводы о её криптостойкости и предположить, что её криптостойкость будет выше, чем у ГОСТ Р 34.11-94:
- в разделе «Описание» из схемы видно, что все блоки сообщения суммируются по модулю 2512 и уже результат суммирования всех блоков подается на вход завершающего этапа (stage3). Благодаря тому, что здесь суммирование — это не побитовое сложение, получается защита от следующих атак:

- построение мультиколлизий;
- удлинение прообраза;
- дифференциальный криптоанализ;

- в функции сжатия используется конструкция Миагути — Пренели, это обеспечивает защиту от атаки, основанную на фиксированных точках, так как для конструкции Миагути — Пренели не найдено лёгких способов для поиска фиксированных точек;
- на каждой итерации при вычислении хеш-кода используются различные константы. Это затрудняет атаки на основе связанных и разностных связанных ключей, атаки скольжения и отражения.

В 2013 году на сайте «Cryptology ePrint Archive: Listing for 2013» было опубликовано две статьи, посвящённых криптоанализу новой хеш-функции. В статье «Rebound attack on Stribog» исследуется устойчивость хеш-функции по отношению к атаке, называемой «The Rebound attack»; в основе этой атаки лежит «rotation cryptanalysis» и дифференциальный криптоанализ. Криптоаналитики при поиске уязвимостей использовали метод, называемый «free-start». Это означает, что при вычислении хеш-кода фиксируется некоторое состояние хеш-функции и дальше вычисления могут идти как в сторону вычисления хеш-кода, так и в сторону вычисления сообщения. Криптоаналитики сумели добиться коллизии за 5 раундов и была получена так называемая «near collision» (это означает, что были найдены два сообщения, хеш-коды которых отличны в малом количестве бит) при использовании 7,75 раунда. Также было установлено, что схема, по которой выбираются ключи для каждого раунда, добавляет устойчивости функции сжатия. Однако было показано, что коллизия возможна за 7,75 раунда, а «near collision» — за 8,75 и 9,75, соответственно.
В статье «Integral Distinguishers for Reduced-round Stribog» рассматривается стойкость хеш-функции (с уменьшенным количеством раундов) по отношению к интегральному криптоанализу. Авторами при исследовании функции сжатия удалось найти дифференциал за 4 раунда при вычислении в прямом направлении и за 3,5 раунда при вычислении в обратном направлении. Также было выяснено, что атака нахождения дифференциала на хеш-функцию с числом раундов 6 и 7 требует 264 и 2120 среднераундовых значений, соответственно.
Для изучения криптостойкости новой хеш-функции компания «ИнфоТеКС» в ноябре 2013 года объявила о старте конкурса; он завершился в мае 2015 года. Победителем стала работа «The Usage of Counter Revisited: Second-Preimage Attack on New Russian Standardized Hash Function», в которой авторы представили атаку нахождения второго прообраза для хеш-функции «Стрибог-512», требующую 2266 вызовов функции сжатия для сообщений длиннее 2259 блоков.
На конференции Crypto-2015 Алекс Бирюков, Лео Перрин и Алексей Удовенко представили доклад, в котором говорится о том, что значения S-блока шифра «Кузнечик» и хеш-функции Стрибог не являются (псевдо)случайными числами, а сгенерированы на основе скрытого алгоритма, который докладчикам удалось восстановить методами обратного проектирования.
29 января 2019 года была опубликовано исследование «Partitions in the S-Box of Streebog and Kuznyechik», которое опровергает заявление авторов о случайном выборе параметров таблиц замен в алгоритмах Стрибог и Кузнечик.

### Быстродействие
На сайте, посвящённом VI Международной конференции «Параллельные вычисления и задачи управления» (PACO’2012), представлена статья П. А. Лебедева «Сравнение старого и нового стандартов РФ на криптографическую хеш-функцию на ЦП и графических процессорах NVIDIA», в которой проводится сравнение быстродействия семейства криптографических хеш-функций ГОСТ Р 34.11-94 и ГОСТ Р 34.11-2012 на процессорах архитектуры x86_64 и видеокартах NVIDIA с поддержкой технологии CUDA.
Для сравнения быстродействия на процессоре архитектуры x86_64 были взяты 4 разных реализации хеш-функций:
1. реализация ГОСТ Р 34.11-1994 из криптографического пакета OpenSSL (версия 1.0.1c) с открытым исходным кодом. В этой реализации нет алгоритмических и программных оптимизаций;
2. реализация ГОСТ Р 34.11-1994 в программе RHash (версия 1.2.9). В этой реализации есть алгоритмические и программные оптимизации, в том числе ассемблерные оптимизации;
3. реализация ГОСТ Р 34.11-2012, написанная А. Казимировым[17];
4. реализации ГОСТ Р 34.11-1994 и ГОСТ Р 34.11-2012, написанные П. А. Лебедевым.

Использовался процессор Intel Core i7-920 CPU на базовой частоте 2,67 ГГц. Результаты производительности:
|              | ГОСТ Р 34.11-1994 | ГОСТ Р 34.11-1994 | ГОСТ Р 34.11-2012 | ГОСТ Р 34.11-2012 |
| ------------ | ----------------- | ----------------- | ----------------- | ----------------- |
| Реализация № | МБ/с              | Тактов/байт       | МБ/с              | Тактов/байт       |
| 1            | 18                | 143               | -                 | -                 |
| 2            | 49                | 52                | -                 | -                 |
| 3            | -                 | -                 | 38                | 67                |
| 4            | 64                | 40                | 94                | 27                |

Сравнение быстродействия старого и нового стандартов хеш-функций на GPU проводилось между реализациями П. А. Лебедева. Использовалась видеокарта NVIDIA GTX 580. Результаты производительности (8192 потока данных по 16 КБ):
| ГОСТ Р 34.11-1994 | ГОСТ Р 34.11-1994 | ГОСТ Р 34.11-2012 | ГОСТ Р 34.11-2012 |
| ----------------- | ----------------- | ----------------- | ----------------- |
| МБ/с              | Тактов/байт       | МБ/с              | Тактов/байт       |
| 1697              | -                 | 608               | -                 |

На основании этих результатов сделан вывод, что хеш-функция ГОСТ Р 34.11-2012 может быть в два раза быстрее хеш-функции ГОСТ Р 34.11-94 на современных процессорах, но медленнее на графических картах и системах с ограниченными ресурсами.
Такие результаты производительности можно объяснить тем, что при вычислении новой хеш-функции используются только сложения по модулю 2 и инструкции пересылки данных. Старая хеш-функции содержит много инструкций перемешивания, которые не лучшим образом отображаются на набор команд ЦП. Но увеличенный размер состояний и таблиц подстановки хеш-функции ГОСТ Р 34.11-2012 делает её медленней на высокопараллельных вычислительных средствах, таких как графические процессоры.
Также исследование производительности новой хеш-функции было проведено её разработчиками на 64-битном процессоре Intel Xeon E5335 2 ГГц. Использовалось одно ядро. Производительность хеш-функции ГОСТ Р 34.11-2012 составила 51 такт процессора на 1 байт хешируемых данных (примерно 40 MБ/с). Полученный результат на 20 % лучше, чем у старой хеш-функции ГОСТ Р 34.11-94.

## Интересные факты
В конце текста стандарта приведены примеры пошагового вычисления хеша для нескольких исходных значений. Одно из таких значений — шестнадцатеричное число M2 длины 576 бит (72 байта) из примера 2:
fbe2e5f0eee3c820fbeafaebef20fffbf0e1e0f0f520e0ed20e8ece0ebe5f0f2f120fff0
eeec20f120faf2fee5e2202ce8f6f3ede220e8e6eee1e8f0f2d1202ce8f0f2e5e220e5d1
На ЭВМ архитектуры x86 используется порядок байт от младшего к старшему, и подобное число в памяти будет представлено в «перевёрнутом» виде. Если преобразовать этот массив байт в текст в кодировке Windows-1251, то получится немного изменённая строчка из Слова о полку Игореве:
Се ветри, Стрибожи внуци, веютъ с моря стрелами на храбрыя плъкы Игоревы
В ответ на критическую статью «Watch your Constants: Malicious Streebog» комитет ТК26 выпустил заметку «Об алгоритме выработки констант функции хэширования „Стрибог“», в которой пояснено, что константы раундовых ключей строились как преобразование входных строк с помощью «Стрибог»-подобной хэш функции. Если преобразовать эти входные строки в текст в кодировке Windows-1251, то получатся имена авторов стандарта:
| Ci = Hinit(M) | M (в шестнадцатеричной записи)           | Mcp1251 (строка в Windows-1251) |
| C1            | e2e5ede1e5f0c3                           | Гребнев                         |
| C2            | f7e8e2eef0e8ece8e4e0ebc220e9e5e3f0e5d1   | Сергей Владимирович             |
| C3            | f5f3ecc4                                 | Дмух                            |
| C4            | f7e8e2eef0e4ede0f1eae5ebc020e9e5f0e4edc0 | Андрей Александрович            |
| C5            | ede8e3fbc4                               | Дыгин                           |
| C6            | f7e8e2eeebe9e0f5e8cc20f1e8ede5c4         | Денис Михайлович                |
| C7            | ede8f5fef2e0cc                           | Матюхин                         |
| C8            | f7e8e2eef0eef2eae8c220e9e8f0f2e8ecc4     | Дмитрий Викторович              |
| C9            | e9eeeaf1e4f3d0                           | Рудской                         |
| C10           | f7e8e2e5f0eee3c820f0e8ece8e4e0ebc2       | Владимир Игоревич               |
| C11           | ede8eaf8e8d8                             | Шишкин                          |
| C12           | f7e8e2e5e5f1eae5ebc020e9e8ebe8f1e0c2     | Василий Алексеевич              |

## Применение
Алгоритм используется в реализации ДЭГ на выборах президента России.